# Beurerbach

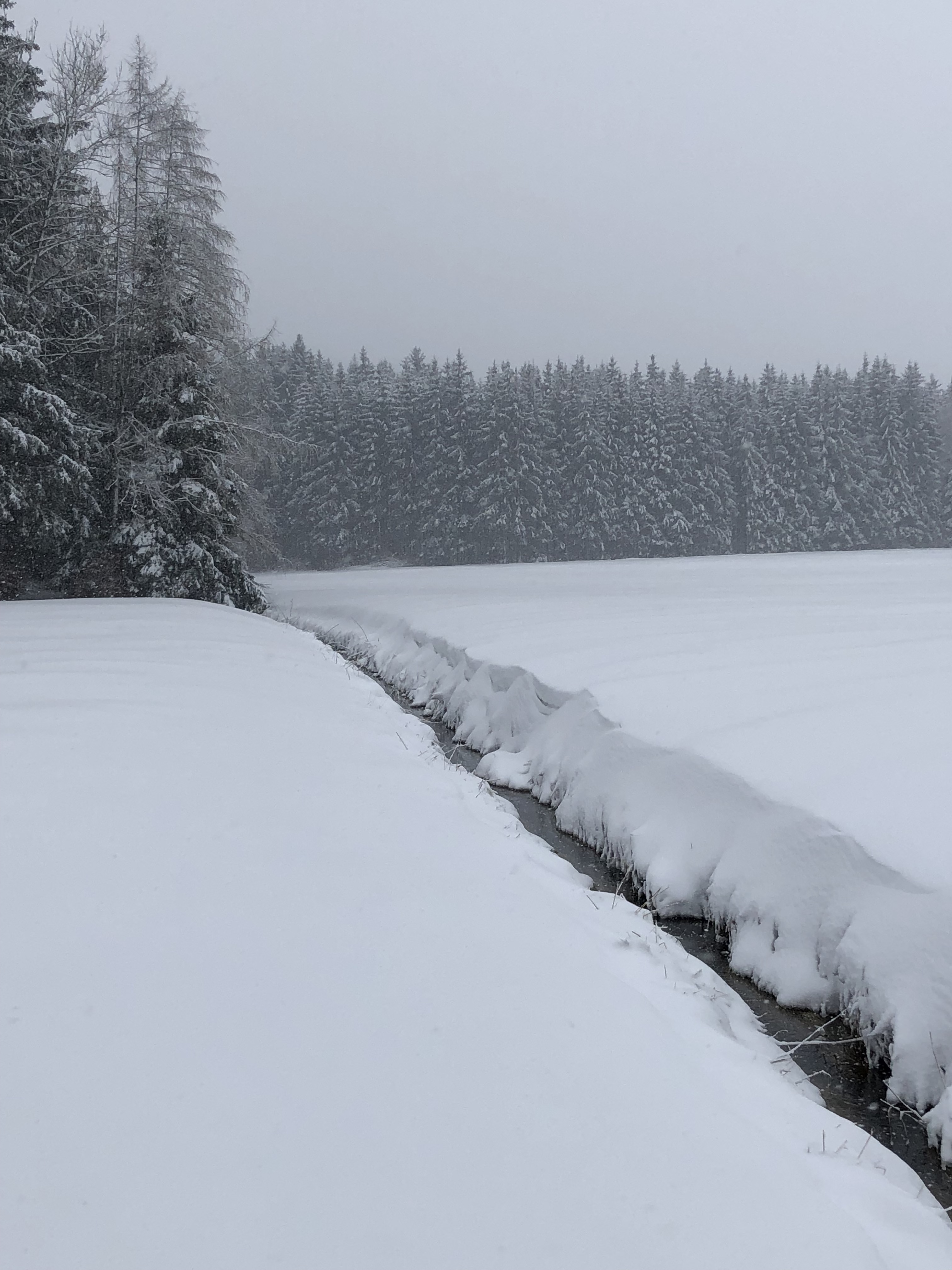
Oberlauf zwischen Dießen und Dettenschwang

Der Beurerbach ist ein 7,3 km langer rechter Zufluss der Windach auf dem Gebiet des Marktes Dießen am Ammersee im oberbayerischen Landkreis Landsberg am Lech.

## Oberlauf
Der Beurerbach entspringt in einem Feuchtgebiet westlich von Bischofsried am Nordhang des Jungfernberges (694 m).

## Verlauf
Der Bach fließt zunächst Richtung Nordwesten durch ein weitläufiges Waldgebiet, bevor er in einem Tal östlich an Pitzeshofen und Dettenhofen vorbeifließt. Dabei wird er von der Brücke der Staatsstraße St2056 überquert.
Daraufhin durchquert der Beurerbach das Landschaftsschutzgebiet Dettenhofener Filz und Hälsle. Vor dem Weiler Oberbeuern knickt der Bach nach Westen ab und strömt südlich an Unterbeuern vorbei.
Wenig später mündet er auf 628 m von rechts in die Windach.
Der circa 7,3 km lange Beurerbach mündet etwa 45 Höhenmeter unter dessen Ursprung und hat damit ein mittleres Sohlgefälle von etwa 6 ‰.